# Trehörningsgöl (Slätthögs socken, Småland)
Trehörningsgöl är en sjö i Alvesta kommun i Småland och ingår i Lagans huvudavrinningsområde.